# Mellacher vs. Österreich
In dem Urteil Mellacher und andere gegen Österreich (1989) entschied der Europäische Gerichtshof für Menschenrechte über die Vereinbarkeit nationaler Vorschriften zur Begrenzung der Mieten mit dem im ersten Zusatzprotokoll zur Europäischen Menschenrechtskonvention (EMRK) verankerten Grundrecht auf Schutz des Eigentums.

## Hintergrund
Im Jahr 1981 wurde in Österreich ein neues Mietrechtsgesetz beschlossen, das auch Mietzinsobergrenzen definiert hat. Aufgrund von § 44 des Mietrechtsgesetzes (BGBl. Nr. 520/1981) konnte der Mieter auch bei bereits vor dem Inkrafttreten des Mietrechtsgesetzes abgeschlossenen Mietverträgen – abweichend von der allgemeinen Regelung § 43 Abs. 2, wonach das neue Mietrechtsgesetz nicht auf bereits bestehende Verträge anzuwenden ist – die Herabsetzung des Mietzinses auf 150 % der nach dem Mietrechtsgesetz für Neuvermietungen zulässigen Mietzinsobergrenze verlangen, wenn der vertraglich bestimmte Mietzins diesen Betrag übersteigt.
Durch diese Neuregelung hatte der Beschwerdeführer, der von einer solchen Herabsetzung des Mietzinses für einen vor dem Inkrafttreten des Mietrechtsgesetzes abgeschlossenen Mietvertrag betroffen war, einen Eingriff in die Unversehrtheit seines Eigentums gesehen und sich nach Erschöpfung des innerstaatlichen Instanzenzugs an die Europäische Kommission für Menschenrechte gewandt. Diese hatte sich der Meinung des Beschwerdeführers angeschlossen und beim Europäischen Gerichtshof für Menschenrechte Klage gegen Österreich erhoben. Konkret bringt der Beschwerdeführer vor, die Neuregelung greife in seine Vertragsfreiheit ein und entziehe ihm einen wesentlichen Teil seiner zukünftigen Einnahmen aus den Mietzinsen (§ 40 des Urteils). Die Beschwerde wurde auf Art. 1 des ersten Zusatzprotokolls zur EMRK (1. ZP EMRK) gestützt:
Jede natürliche oder juristische Person hat ein Recht auf Achtung ihres Eigentums. Niemandem darf sein Eigentum entzogen werden, es sei denn, daß das öffentliche Interesse es verlangt, und nur unter den durch Gesetz und durch die allgemeinen Grundsätze des Völkerrechts vorgesehenen Bedingungen.

## Urteil
Die Klage wurde durch den Gerichtshof abgewiesen. Zuerst bringt der Gerichtshof vor, dass die einzelnen Staaten weitgehende Freiheit haben, ihr Mietrecht an die Bedürfnisse der Bevölkerung und dem Allgemeinwohl anzupassen. Dem Gerichtshof stünde nicht das Recht zu, über das System der Mietzinsregelung als solcher zu befinden (§ 41 des Urteils).
Zu Art. 1 1. ZP EMRK merkt der Gerichtshof an, dass dieser Artikel aus drei Bestimmungen besteht. Im ersten Satz wird der Leitsatz der Achtung des Eigentums angesprochen. In den beiden folgenden Sätzen werden die Frage des Eigentumsentzugs (Enteignung) einerseits und der Eigentumsbeschränkungen andererseits unterschieden. Dabei sind an Enteignungen strengere Maßstäbe angesetzt, als an Eigentumsbeschränkungen (§ 42 des Urteils mit Verweis auf das Urteil Marckx).
Die Beschwerdeführer machten geltend, dass die Eingriffe in ihr Eigentumsrecht an der Wohnung bereits so schwerwiegend wären, dass eine faktische Enteignung vorläge, da sie zu Verwaltern der Wohnungen degradiert wurden. Die Europäische Gerichtshof für Menschenrechte hat seit dem Urteil Sporrong und Lönnroth (vom 23. September 1982) ausgesprochen, dass unter bestimmten Voraussetzungen auch Eigentumsbeschränkungen als faktische Enteignungen den formellen Enteignungen gleichzusetzen seien, wodurch Art. 1 Abs. 1 Satz 2 1. ZP EMRK anzuwenden ist. Der Gerichtshof jedoch kam zum Schluss, eine Enteignung läge nicht vor (§§ 43 und 44 des Urteils). Damit kommen ausschließlich die Vorschriften zur Eigentumsbeschränkung zur Anwendung.
Bei Eigentumsbeschränkungen habe der Gesetzgeber jedoch sehr freie Hand, solange die Maßnahmen im öffentlichen Interesse (Interesse der Gesamtbevölkerung) liegen würden. Eine unzulässige Eigentumsbeschränkung liegt aber vor, wenn die Entscheidung des Gesetzgebers offenkundig einer vernünftigen Grundlage entbehrt (§ 45 des Urteils mit Verweis auf § 46 des Urteils James u. a.). Überdies müsse die Eingriff verhältnismäßig sein, was beim Mietrechtsgesetz der Fall sei (§§ 48 bis 56 des Urteils).
Als zweiten Punkt machten die Beschwerdeführer in der Anwendung des Gesetzes auf bereits bestehende Mietverhältnisse einen Eingriff in bestehende Verträge und damit einen unzulässigen Eingriff in das Eigentumsrecht geltend (§ 50 des Urteils). Bereits der österreichische Verfassungsgerichtshof hat in diesem Zusammenhang festgestellt, dass es keine Bestimmung in der Bundesverfassung gäbe, die „grundsätzlich einen Eingriff in wohlerworbene Rechte verwehren würde“ (zitiert nach § 36 des Urteils). Dem schloss sich der Europäische Gerichtshof für Menschenrechte an.

## Kritik
Das Urteil war bereits im Europäischen Gerichtshof für Menschenrechte nicht unumstritten. So hatten bereits fünf Richter des Europäischen Gerichtshofes für Menschenrechte eine abweichende Meinung, mit der sie aber in der Minderheit blieben. Auch in Fachzeitschriften wurde das Urteil teilweise scharf kritisiert. Begründet wird dies unter anderem damit, dass durch eine stille bzw. faktische Enteignung (also wenn die Einnahmen die Ausgaben nicht mehr decken können) bereits das Eigentum selbst konkret gefährdet wird.
So hat das deutsche Bundesverfassungsgericht entschieden, dass eine Vorschrift nicht mit dem deutschen Grundgesetz vereinbar ist, wenn sie die Mieten auf ein Ausmaß beschränkt, dass die Unterhaltskosten des Objektes damit nicht gedeckt werden können.
Zu dieser Entscheidung kam auch die Kommission, die im Verfahren Mellacher die Sache vor den EGMR gebracht hat.